# Streptophlebia obliquistria
Streptophlebia obliquistria là một loài bướm đêm thuộc phân họ Arctiinae, họ Erebidae.